# Салмановское нефтегазоконденсатное месторождение
Салмановское (Утреннее) нефтегазоконденсатное месторождение (НГКМ) расположено на территории Тазовского района ЯНАО в северной части Гыданского полуострова и частично в акватории Обской губы в непосредственной близости от Южно-Тамбейского месторождения. Месторождение открыто 29 октября 1979 г первой поисковой скважиной № 251.
По величине извлекаемых запасов месторождение является крупнейшим, открытым на Гыданском полуострове.
Состоит из 34 залежей, включая 16 газовых, 15 газоконденсатных, 2 нефтяных и газоконденсатных и 1 нефтяную в отложениях от сеноманских до среднеюрских включительно.
Доказанные запасы месторождения по стандартам SEC впервые оценены в 2012 г и по состоянию на конец 2012 г составили 235,2 млрд м3 газа и 8,6 млн т жидких углеводородов.
Лицензии на освоение Салмановского (Утреннего) месторождений на Гыданском полуострове были приобретены НОВАТЭКом в сентябре 2011 г и действительны до 2031 г.

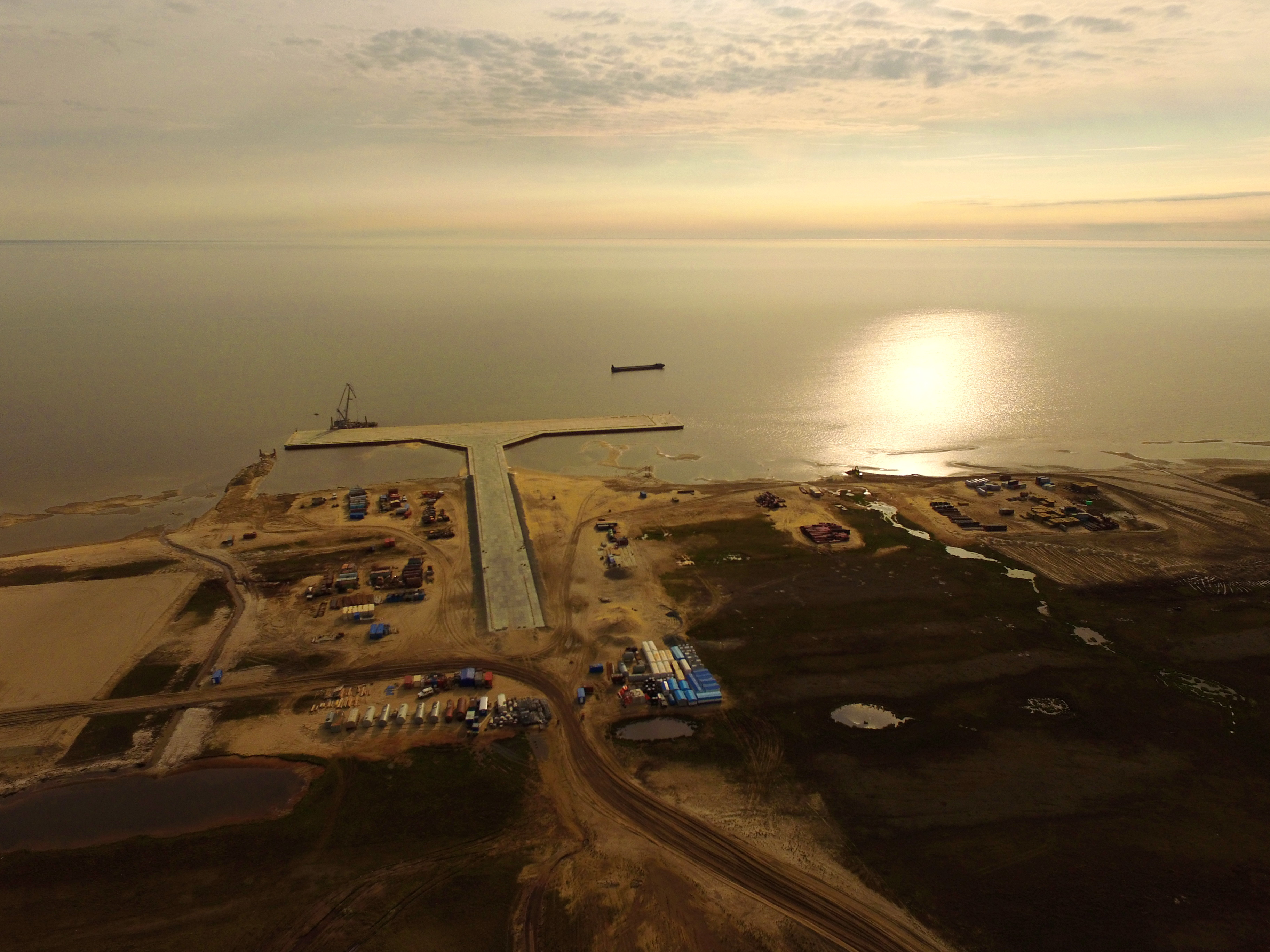

В 2012 г на Салмановском и Геодезическом месторождениях проведены сейсморазведочные работы 2D в объёме 351 пог км и 3D в объёме 759 км2. Была выполнена переоценка запасов месторождений, а также велось создание их геологических моделей.